# 郑愚
郑愚（？—？），唐朝番禺（今劃入中山市）人，唐朝官員。

## 生平
生卒年不詳。家世殷富，開成二年進士，授校書郎。咸通初年，为商州刺史，表陆希声为幕僚。二年，授官桂管觀察使，三年改岭南西道节度使。八年任礼部侍郎，知贡举，曾提拔皮日休。咸通九年出京为岭南东道节度使。中和年間，黄巢之亂平定，出镇南海，终官尚书左仆射。有《郑愚集》，早佚。